# Lesme
Lesme ist eine französische Gemeinde mit 173 Einwohnern (Stand 1. Januar 2022) im Département Saône-et-Loire in der Region Bourgogne-Franche-Comté (vor 2016 Bourgogne). Die Gemeinde gehört zum Arrondissement Charolles und zum Kanton Digoin (bis 2015 Bourbon-Lancy). Die Einwohner werden Lesmois genannt.

## Geografie
Lesme liegt etwa 39 Kilometer ostnordöstlich von Moulins. Umgeben wird Lesme von den Nachbargemeinden Vitry-sur-Loire im Norden, Bourbon-Lancy im Süden, Osten und Südwesten, Garnat-sur-Engiève im Westen sowie Saint-Martin-des-Lais im Nordwesten.

## Bevölkerungsentwicklung
| Jahr                      | 1962 | 1968 | 1975 | 1982 | 1990 | 1999 | 2006 | 2011 | 2016 |
| Einwohner                 | 174  | 173  | 156  | 146  | 169  | 164  | 174  | 185  | 191  |
| Quelle: Cassini und INSEE |      |      |      |      |      |      |      |      |      |

## Kultur und Sehenswürdigkeiten

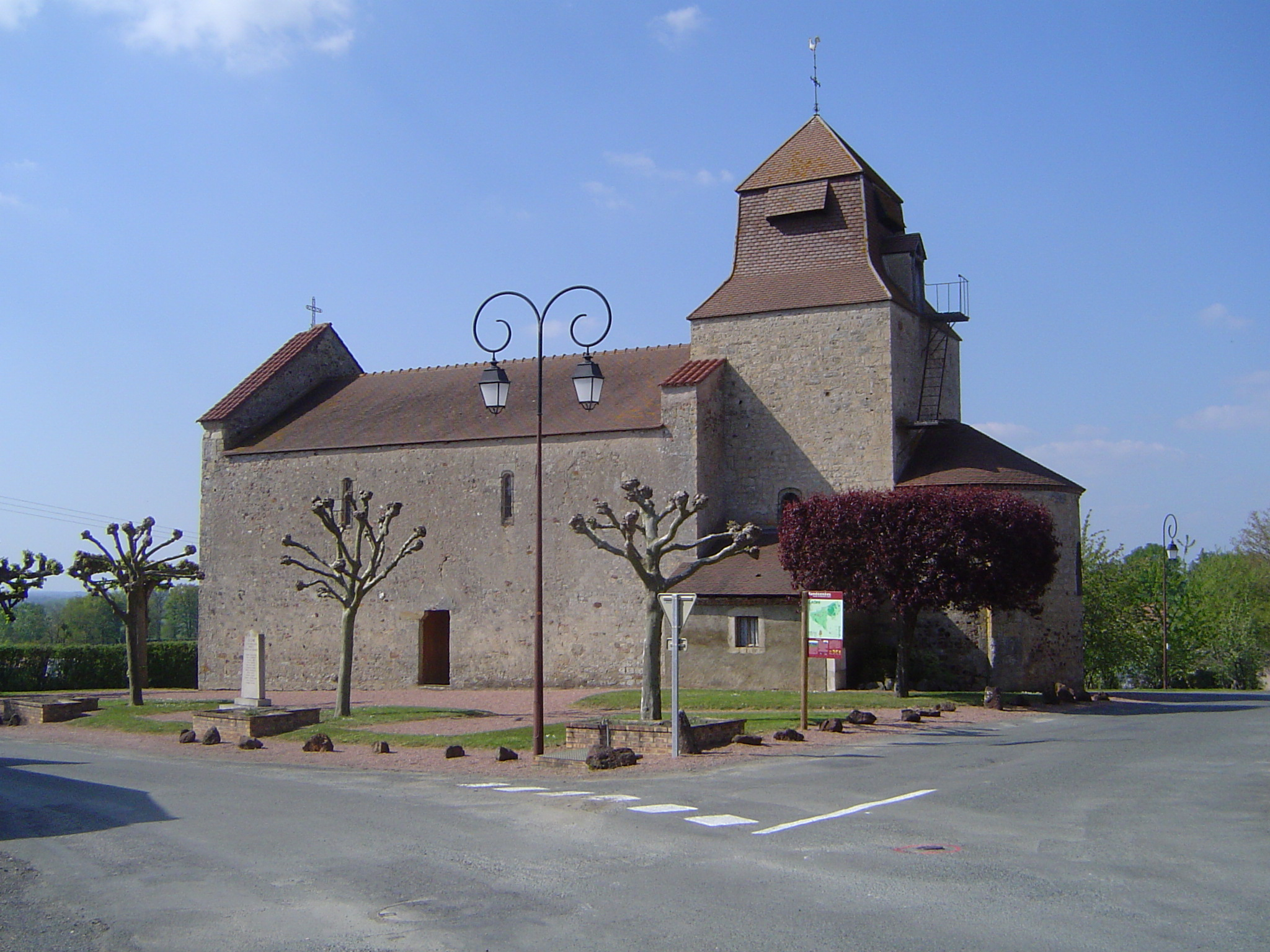
Kirche Saint-Pierre-et-Saint-Paul

- Kirche Saint-Pierre-et-Saint-Paul aus dem 12. Jahrhundert